# Сюй Цилин
Сюй Цилин (род. 1962, Хуайян, Хэнань) — китайский генерал-полковник (июль 2021), в 2021 году командующий Западным театром боевого командования НОАК. Затем с того же года замначальника Объединенного штаба Центрвоенсовета Китая Ли Цзочэна и, по некоторому мнению, вероятно станет его преемником в должности. Депутат ВСНП 13-го созыва.
Служил начальником штаба элитной 54-й армии (54th Group Army).
С 2016 года замкомандующего Центрального театра боевого командования НОАК. В 2017—2018 гг. командующий 79th Group Army.
В 2018—2020 гг. командующий сухопутными войсками Восточного театра боевого командования НОАК (сменил его на этом посту Линь Сянъян). Генерал-лейтенант (дек. 2019). В 2020 году командующий сухопутными войсками Западного театра боевого командования НОАК, в 2021 году, с июня по сентябрь, командующий Западным театром боевого командования НОАК.